# Jacques Charles François Sturm
Charles Sturm (Genève, 29 september 1803 - Parijs, 18 december 1855) was een Franse wiskundige van Zwitserse afkomst.

## Leven en Werk
Samen met Colladon bepaalde Sturm de geluidssnelheid in water. Het Sturm-Liouvillevraagstuk is mede naar hem genoemd.
In 1840 kreeg hij de Copley Medal. Hij is een van de 72 Fransen wier namen in reliëf op de Eiffeltoren zijn aangebracht.
- Bibsys: 97022826
- Biblioteca Nacional de España: XX1447730
- Bibliothèque nationale de France: cb125522200 (data)
- Catàleg d'autoritats de noms i títols de Catalunya: 981058515359006706
- CiNii: DA15935666
- Gemeinsame Normdatei: 128875445
- Historisch woordenboek van Zwitserland: 041315
- International Standard Name Identifier: 0000 0001 1774 3079
- Library of Congress Control Number: n84803901
- Nationale Bibliotheek van Tsjechië: jx20110121025
- Nationale Bibliotheek van Israël: 987007271927105171
- Nationale Bibliotheek van Polen: a0000002758028
- Nederlandse Thesaurus van Auteursnamen: 120536609
- Réseau des bibliothèques de Suisse occidentale: 02-A000156418
- Istituto Centrale per il Catalogo Unico: LIAV154145
- Système universitaire de documentation: 034807470
- Virtual International Authority File: 90637478
- WorldCat: E39PBJt44RWfHdWmRkqtqHxv73